# Caminreal
Caminreal és un municipi d'Aragó, situat a la província de Terol i enquadrat a la comarca de Jiloca. Està situat entre l'autovia Mudèjar i la línia de ferrocarril de Saragossa a Terol, al costat del riu Jiloca; uns sobreeixidors d'aigua alimenten el riu i formen uns aiguamolls al costat del poble. És la tercera població en nombre d'habitants de la comarca.